# Kanton Melle (Departement der Weser)
Der Kanton Melle war in der Franzosenzeit eine Verwaltungseinheit zunächst im Königreich Westphalen und dann im Kaiserreich Frankreich. Sein Hauptort und Sitz des Friedensgerichts war der Flecken Melle, die heutige Stadt Melle im Landkreis Osnabrück in Niedersachsen.

## Der Kanton Melle im Königreich Westphalen
Das Gebiet des Kantons Melle gehörte bis zur Franzosenzeit zum Amt Grönenberg im Hochstift Osnabrück. Von 1807 bis 1810 bestand der Kanton im Distrikt Osnabrück des Departements der Weser im Königreich Westphalen. Er hatte im Jahr 1808 7.432 Einwohner.
Neben dem Flecken Melle umfasste der Kanton zwei Dörfer und 21 Weiler:
| - Melle, Flecken - Handarpe - Gerden - Bakum - Eicken - Dielingdorf - Eickholt - Schlochtern | - Laer - Drantum - Gesmold - Wennigsen - Altenmelle - Warringhof - Üdinghausen - Dratum | - Ausbergen - Wellingholzhausen - Vessendorf - Peingdorf - Himmern - Uhlenberg - Nüven - Kerßenbrock |

## Der Kanton Melle im Kaiserreich Frankreich
Nach der Annexion der Gebiete westlich der Weser durch das Kaiserreich Frankreich wurde der Kanton Melle 1811 um das Gebiet des ebenfalls seit 1807 bestehenden Kantons Neuenkirchen vergrößert. Gleichzeitig gab der Kanton die Orte des Kirchspiels Wellingholzhausen an den Kanton Dissen ab. Bis 1813 gehörte der neu zugeschnittene Kanton Melle nun zum Arrondissement Osnabrück im Departement der Oberen Ems. Er hatte 13.844 Einwohner und wurde nach französischem Vorbild in fünf Mairien (Bürgermeistereien) gegliedert, die jeweils mehrere Orte umfassten:
| Mairie       | Orte                                                                           |
| ------------ | ------------------------------------------------------------------------------ |
| Melle        | Melle, Bakum, Eicken, Gerden, Dielingdorf, Eickholt, Laer, Drantum, Altenmelle |
| Gesmold      | Gesmold, Wennigsen, Üdinghausen, Warringhof, Ausbergen, Dratum                 |
| Neuenkirchen | Neuenkirchen, Suttorf, Holterdorf, Küingdorf, Redecke, Insingdorf, Ostenfelde  |
| St. Annen    | St. Annen, Schiplage, Warmenau                                                 |
| Riemsloh     | Krukum, Döhren, Westendorf, Bennien, Westhoyel, Hoyel, Groß Aschen             |

Nach der Niederlage Napoleons und dem Abzug der Franzosen fiel das Gebiet des Kantons durch die Beschlüsse des Wiener Kongresses 1815 an das Königreich Hannover und kam dort zum Amt Grönenberg.